# Bäderbahn Bad Nauheim–Wiesbaden

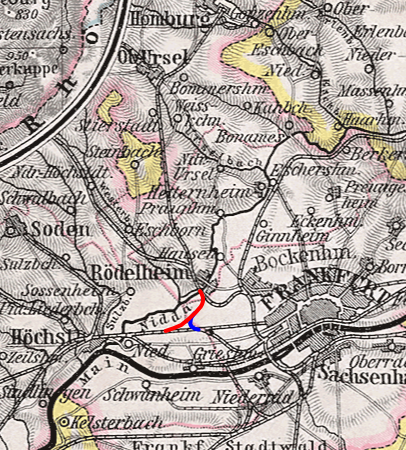
Kaiserkurve (rot) und Rebstockkurve (blau) sowie Verlauf der Bäderbahn von Homburg bis Höchst

Als Bäderbahn Bad Nauheim–Wiesbaden wird eine ehemalige Eisenbahnverbindung der Kurorte am Südrand des Taunusgebirges bezeichnet.

## Bedarf
Die im 19. Jahrhundert weltbekannten Kurorte Wiesbaden, Homburg vor der Höhe und Nauheim wurden in den Jahren von 1839 bis 1860 durch direkte Verbindungen mit dem Knotenpunkt Frankfurt am Main an das Eisenbahnnetz angeschlossen. Es fehlte jedoch eine unmittelbare Verbindung der Bäder untereinander und für Homburg vor der Höhe eine Bahnstrecke nach Norden in Richtung der Provinzhauptstadt Kassel und zur Landes- und Reichshauptstadt Berlin.
Dieser Mangel war für die Stadt- und Kreisverwaltungen Grund, sich gegen Ende des 19. Jahrhunderts um Abhilfe zu bemühen. Sie fanden nachhaltige Unterstützung durch Kaiser Wilhelm II., der alljährlich das Schloss Bad Homburg als Sommerresidenz bewohnte und sich in dieser Stadt „wie zuhause“ fühlte.
Welche Bedeutung Wilhelm II. der „Bäderbahn“ zugemessen hat, zeigt sich daran, dass er noch Jahre später in seinen Memoiren mit Genugtuung feststellte, dass es ihm gelungen sei, diese Bahnverbindung im Interesse der Taunusbäder zu verwirklichen:
„Sodann wurde auf meine spezielle Anregung hin eine durchlaufende Linie von Gießen bis Wiesbaden durchgeführt mit Umbau der Bahnhöfe von Homburg und Wiesbaden und einer Schleife um Frankfurt und Höchst. Ferner wurden Züge mit durchgehenden Wagen von Vlissingen direkt nach dem Taunus geführt.“

## Infrastruktur

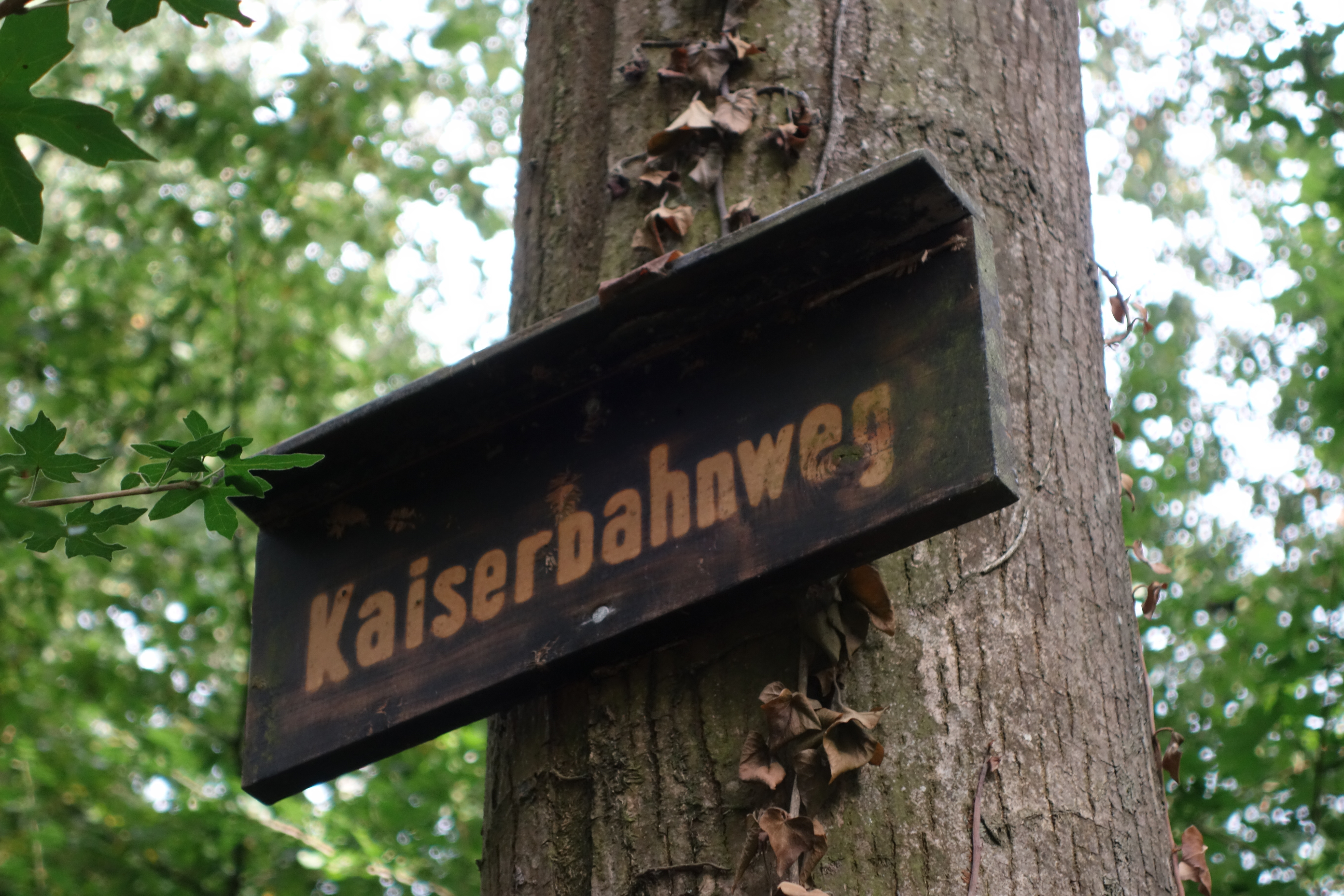
Ein Wegschild am Kaiserbahnweg im Niedwald erinnert heute an die einstige Trasse.

Die Realisierung der Pläne brauchte einige Zeit, weil für die 76 Kilometer lange Verbindung erst mehrere vorhandene und neue Bahnstrecken miteinander verbunden werden mussten. Von Bad Nauheim benutzten die Züge der Bäderbahn zunächst bis Friedberg die Gleise der Main-Weser-Bahn, die dort 1850 eröffnet worden war. Dann zweigten sie ab auf die am 15. Juli 1901 eröffnete Bahnstrecke Friedrichsdorf–Friedberg, von wo auf dem 1895 eröffneten Abschnitt Homburg–Friedrichsdorf der Homburger Bahn bis Homburg v. d. Höhe gefahren werden konnte. Der anschließende Teilabschnitt nach Frankfurt war schon 1860 eröffnet worden. Beide Strecken endeten anfangs in je einem eigenen Kopfbahnhof. Ab dem 1. September 1905 ermöglichte eine 1,52 Kilometer lange, zweigleisige Verbindungsbahn, die Kaiser- oder Bäderkurve, von Bad Homburg direkt den Bahnhof Höchst am Main und schließlich Wiesbaden zu erreichen. Sie führte vom Bahnhof Frankfurt-Rödelheim am Rebstockgelände entlang und mündete bei der Blockstelle Niedwald in die in den Jahren 1839/40 in Betrieb genommene Taunus-Eisenbahn (Wiesbaden–Frankfurt) ein. Nun mussten noch die beiden Kopfbahnhöfe Homburg (Alt) und Homburg (Neu) durch einen Durchgangsbahnhof ersetzt werden. Erst als dieser nach jahrelangen Diskussionen über den besten Standort im Herbst 1907 eröffnet werden konnte, war durchgehender Verkehr möglich. Gleichzeitig mit dem Bau des neuen Bahnhofs Bad Homburg wurde auf der Homburger Bahn das zweite Gleis verlegt und diese zur Hauptbahn ausgebaut. Der Ausbau der Strecke nach Friedberg folgte zwischen 1909 und 1912.

## Der Kampf um öffentlichen Personenverkehr
Doch die Erwartungen der Bevölkerung wurden enttäuscht. Wegen der Bedenken der Stadt Frankfurt am Main, die befürchtete, Verkehr werde sie umgehen, wurde die neue Verbindung nur für den Güterverkehr zugelassen, dagegen unterblieb der Einsatz von planmäßigen Personenzügen. Die Eisenbahnverwaltung begründete dies mit der Behauptung, für den Personenverkehr fehlten die technischen Voraussetzungen; vor allem die Bahnanlagen in Höchst seien dafür nicht ausreichend.
Mit dieser Entscheidung wollte sich allerdings der Vordertaunus nicht abfinden, zumal man dort die technischen Bedenken nicht teilte. Die Städte und Gemeinden Bad Nauheim, Friedberg, Usingen, Homburg, Oberursel, Kronberg, Königstein, Rödelheim, Höchst, Kastel, Mainz, Biebrich und Wiesbaden richteten daher eine Petition an den zuständigen preußischen Minister der öffentlichen Arbeiten und wiesen darin auf die große Bedeutung der Bahn für die weitere Entwicklung dieser Region hin. Dort werde etwa eine halbe Million Einwohner benachteiligt, wenn der bisherige Zustand aufrechterhalten werde. In der Begründung erinnerten die Antragsteller an die schon ein volles Menschenalter andauernden Bemühungen der Stadtvertretungen, der Reichs- und Landtagsabgeordneten, der interessierten Kreise sowie zahlreicher privater Vereinigungen, eine direkte Bahnlinie für den Personenverkehr von Mainz und Wiesbaden nach Homburg zu schaffen. Hervorgehoben wurde die bessere Erreichbarkeit der in Wiesbaden ansässigen höheren Verwaltungsbehörden und Gerichte, aber auch der von zahlreichen Fremden besuchten Kurorte am Taunusrand. Besonders hingewiesen wurde auf das Kastell Saalburg, das „unter Aufwendung großer staatlicher und privater Mittel nicht bloß für die Frankfurter und Homburger neu hergestellt wird, sondern einem Wunsche seiner Majestät des Kaisers und Königs gemäß Gemeingut der ganzen gebildeten Welt werden soll“. 

## Verkehr
Es dauerte noch drei Jahre, bis die Staatsbahn nachgab und im Sommer 1908 drei tägliche Eilzugpaare Bad Nauheim – Homburg – Wiesbaden und zwei weitere ab Homburg einsetzte, mit denen auch Kurswagen nach Nancy sowie nach Ostende und Vlissingen befördert wurden, also zu den Häfen am Kanal für die Gäste aus England. Im Reichskursbuch erhielt die Bäderbahn eine eigene Tabelle unter der Kursbuch-Streckennummer 187a, später 125c.
Nun fehlte nur noch die wichtige Verbindung zu den Nordseehäfen und vor allem zur Reichshauptstadt Berlin. Gegen den 1908 geplanten Bäderzug Berlin–Homburg–Bad Münster am Stein legten die Stadt Frankfurt am Main und die dortige Industrie- und Handelskammer offiziell Widerspruch ein. Das Berliner Tagblatt berichtete am 10. Februar 1911: „Auf eine Anregung des Kaisers wurde im Sommer vorigen Jahres (1910) probeweise eine direkte Zugverbindung von Wiesbaden, Homburg und Nauheim nach Berlin getroffen, die sich so vorzüglich bewährt hat, dass sie von jetzt ab ständig in den Sommer-Fahrplan eingestellt wird.“ – „Der Bäder-Schnellzug Berlin Potsdamer Bahnhof–Wiesbaden (D 27, in Gegenrichtung D 28) Berlin–Bad Homburg–Wiesbaden stellte im Rahmen dieser vorzüglichen Verkehrsbedienung die Spitzenklasse dar […]“ Ein Beweis für die Bedeutung der Bäderbahn ergibt sich auch daraus, dass sich die Zahl der Homburger Kurgäste aus Mittel- und Ostdeutschland sowie Russland zwischen 1900 und 1913 etwa verdreifachte.

## Zwischenkriegszeit
Mit Beginn des Ersten Weltkrieges im August 1914 entfiel der Schnellzug Berlin–Wiesbaden auf der Bäderbahn. Erst mit dem Sommerfahrplan 1922 wurde der D 27/28 mit dem Kurswagenzug D 127/128 wieder eingesetzt, zunächst nur im Sommer, dann meist ganzjährig bis 1939 und mit verlängertem Lauf bis Wiesbaden und von Mainz Hauptbahnhof. Letztmals tauchte er im Fahrplan vom 5. Mai 1941 auf, allerdings mit dem Vermerk „Verkehrt nur auf besondere Anordnung“. Diese unterblieb jedoch angesichts der sich ständig verschlechternden Kriegslage. Ein Eilzug Friedberg–Wiesbaden verkehrte nur im Sommer 1937. Ein schon vor dem Zweiten Weltkrieg eingesetzter Sonntags-Ausflugszug von Bad Nauheim über Wiesbaden nach Aßmannshausen im Rheingau erschien in den 1950er-Jahren wieder im Fahrplan.

## Ende

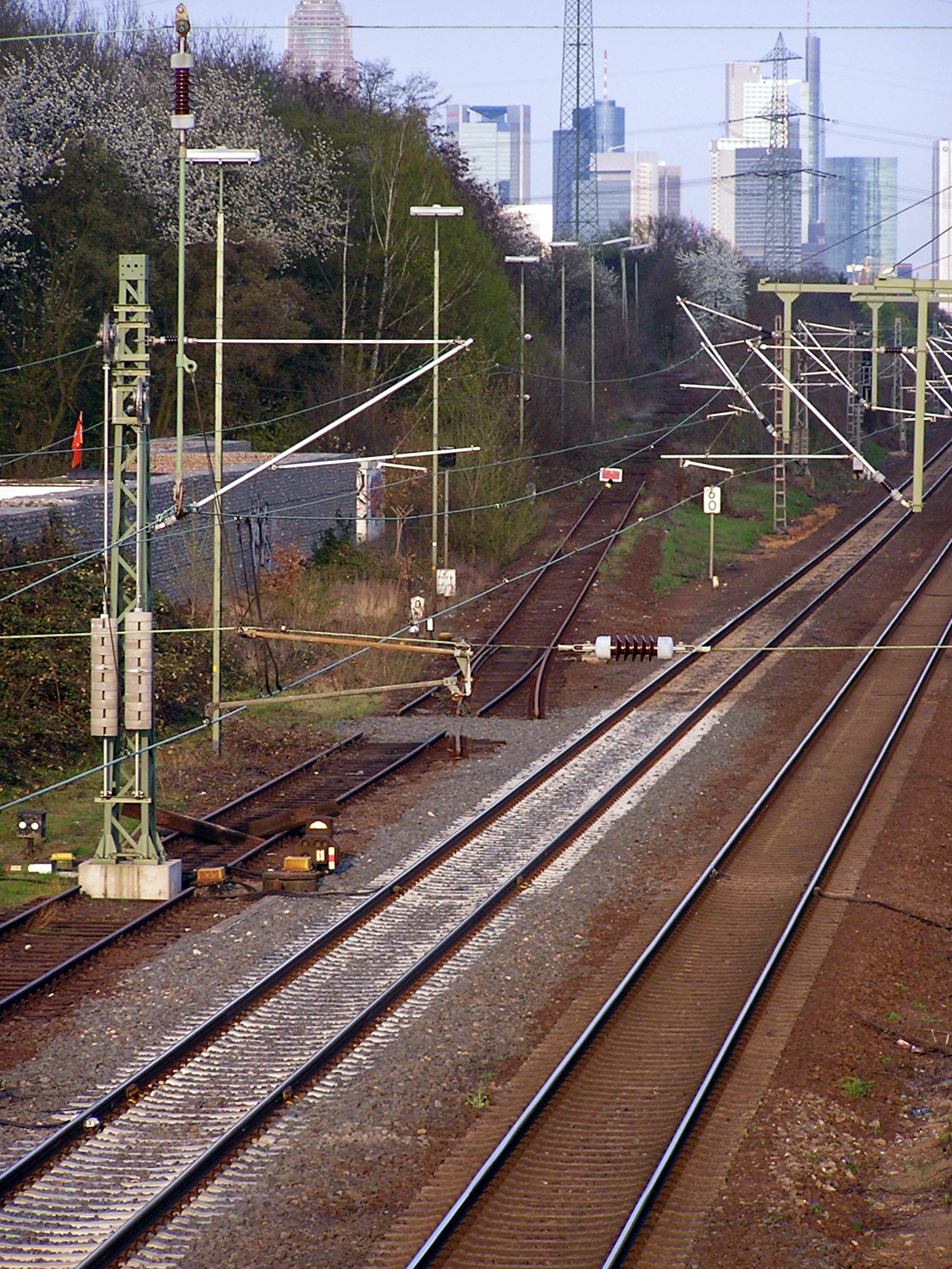
Einstige Abzweigung von der Taunus-Eisenbahn zur Bäderkurve wie auch zum Hauptgüterbahnhof, von Westen gesehen. Links von den Gleisen befand sich das Ausbesserungswerk Nied.

Im Sommer 1949 setzte die Deutsche Bundesbahn zwischen Bad Homburg und Frankfurt-Höchst täglich vier Zugpaare, zum Teil als Eilzüge und als Zubringer zu den Schnellzügen Frankfurt–Köln ein, die der besseren Verbindung der bisherigen Bizonen-Verwaltung in Frankfurt mit der neuen Bundeshauptstadt Bonn dienen sollten. Die mit der Diesellok V 36 bespannten Züge verkehrten ab Mai 1954 sechsmal täglich zwischen Frankfurt-Rödelheim und Frankfurt-Höchst als „Vorstufe“ einer Frankfurter S-Bahn. Doch die Nutzung war so gering, dass die Strecke zuletzt nur noch werktäglich einmal im Berufsverkehr zwischen Taunus und Frankfurt-Höchst benutzt wurde, bis sie 1963 – im Zusammenhang mit dem Ausbau der Bundesautobahn 5 – stillgelegt und abgebaut wurde. An ihren Verlauf erinnert heute noch der Kaiserbahnweg südlich des Frankfurter Westkreuzes im Niedwald bei Frankfurt-Nied; die ehemalige Trasse ist teilweise mit einer Wohnsiedlung überbaut. 
Die Rebstockkurve blieb jedoch erhalten. Diese heute eingleisige, elektrifizierte Strecke wird heute in der Hauptverkehrszeit von Zügen der Regionalbahnlinie 15 genutzt, die von Bad Homburg bis Frankfurt Hbf (hoch) verkehren. Außerdem dient sie für Überführungsfahrten der S-Bahn sowie als Umleitungsstrecke bei Störungen zwischen Frankfurt-Rödelheim und Frankfurt Hbf (tief).

## Die Lage der Kaiserkurve

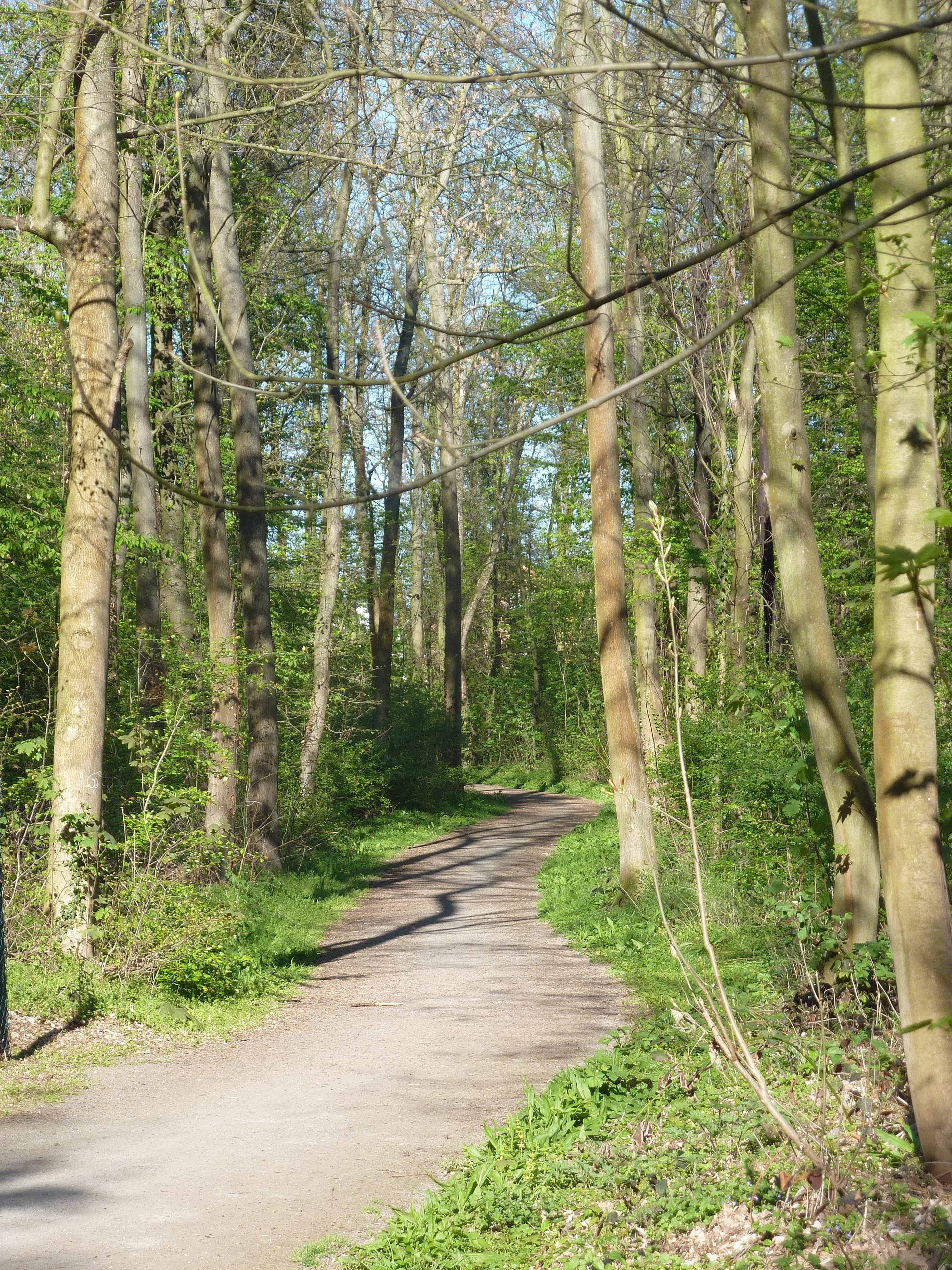
Der Kaiserbahnweg im Südosten des Frankfurter Niedwalds; Blick nach Nordosten

Die Kaiserkurve zweigte von der Strecke zwischen dem Bahnhof Frankfurt-Höchst und dem Frankfurter Hauptgüterbahnhof ab (▼), überquerte die heutige Bundesautobahn 5 und die spätere Friedrich-Ebert-Straße (heute: Bundesautobahn 648) und erreichte die Homburger Bahn beim heutigen Streckenkilometer 5,9 (▼).